# Charles L. Bitsch
Charles L. Bitsch (* 23. April 1931 in Mülhausen, Frankreich; † 27. Mai 2016 in Villejuif, Frankreich) war ein französischer Regisseur, Regieassistent, Drehbuchautor, Kameramann und Kameraassistent, der oft mit den Regisseuren Claude Chabrol und Jean-Luc Godard zusammengearbeitet hat.

## Filmografie
| - 1958: Die Enttäuschten (Le Beau Serge) - 1959: Zwei Männer in Manhattan (Deux hommes dans Manhattan) - 1959: Schritte ohne Spur (À double tour) - 1960: Die Unbefriedigten (Les Bonnes Femmes) - 1962: Die sieben Hauptsünden (Les Sept Péchés capitaux) - 1962: Der Teufel mit der weißen Weste (Le Doulos) - 1963: Der Frauenmörder von Paris (Landru) - 1963: RoGoPaG - 1963: Die Karabinieri (Les Carabiniers) - 1963: Die Verachtung (Le Mépris) - 1964: Die Frauen sind an allem schuld (Les plus belles escroqueries du monde) - 1965: Lemmy Caution gegen Alpha 60 (Alphaville, une étrange aventure de Lemmy Caution) - 1966: Made in USA - 1967: Zwei oder drei Dinge, die ich von ihr weiß (2 ou 3 choses que je sais d'elle) - 1967: Das älteste Gewerbe der Welt (Le plus vieux métier du monde) - 1967: Die Chinesin (La chinoise) - 1967: Fern von Vietnam (Loin du Vietnam) - 1969: Liebe und Zorn (Amore e rabbia) - 1974: Der große Blonde mit dem blauen Auge (Juliette et Juliette) | - 1953: Les trois rendez-vous - 1964: Les baisers - 1964: Schräger Charme und tolle Chancen (La Chance) - 1970: Le dernier homme - 1974: Grand écran (1 Folge) - 1981: Le marteau piqueur - 1985: L’homme des couloirs - 1981–1989: Pause-café (unbekannte Anzahl Folgen) - 1990: Le triplé gagnant (1 Folge) - 1990: Le bonheur des autres (Film in der Reihe „V comme vengeance“) - 1992: Puissance 4 (1 Folge) - 1994: Le bel horizon |

| - 1956: Le coup du berger - 1964: Les baisers - 1964: Schräger Charme und tolle Chancen (La Chance) - 1965: Aktion Todesmole 83 (MMM 83 – Missione Morte Molo 83) - 1970: Le dernier homme - 1974: Grand écran (1 Folge) - 1981: Le marteau piqueur - 1985: L’homme des couloirs | - 1952: Le divertissemenr (Kameramann) - 1956: Le coup du berger (Kameramann) - 1958: Véronique und ihr Faulpelz (Véronique et son cancre) (Kameramann) - 1960: Paris gehört uns (Paris nous appartient) (Kameramann) - 1962: Liebe mit zwanzig (L’Amour à vingt ans) (Kameraassistent) - 1964: Schräger Charme und tolle Chancen (La Chance) (Kameramann) |